# Sivana
Sivana is een kevergeslacht uit de familie van de boktorren (Cerambycidae). De wetenschappelijke naam van het geslacht werd voor het eerst geldig gepubliceerd in 1942 door Strand.

## Soorten
Sivana is monotypisch en omvat slechts de volgende soort:
- Sivana bicolor (Ganglbauer, 1886)